# پروانه‌های موآبی
پروانه‌های موآبی (نام علمی: Anthene) نام یک سرده از تیره پرنیان‌بالان است.